# Невелєв Михайло Борисович
Михайло Борисович Невелєв (1 жовтня 1901, місто Лисичанськ, тепер Луганської області — березень 1980, місто Київ) — український радянський державний та господарський діяч, заступник голови Держплану Української РСР.

## Життєпис
З 1922 року служив у Червоній армії.
Член ВКП(б) з 1927 року.
Учасник німецько-радянської війни.
Перебував на відповідальній роботі в органах державного планування.
У липні 1945 — січні 1950 року — заступник голови Держплану Української РСР із матеріально-технічного постачання.
Потім — начальник відділу Держплану Української РСР.
До березня 1980 року — персональний пенсіонер республіканського значення.
Помер у березні 1980 року в Києві.

## Звання
- капітан адміністративної служби

## Нагороди
- орден «Знак Пошани» (23.01.1948)
- медаль «За перемогу над Німеччиною у Великій Вітчизняній війні 1941—1945 рр.» (1945)
- медалі